# José Reig
José Reig fue un religioso y humanista español del siglo XVIII, nacido en Murla (provincia de Alicante) en 1743. Con la expulsión de los jesuitas ordenada por Carlos III se traslada a Bolonia, donde muere en 1806.
De sus obras se conservan el Epistolarun et Orationum libri tres y Compendio de todos los Concilios y de los herejes y herejías que se condenaron en ellos.